# Casa de Stenkil
La Casa de Stenkil (sueco: Stenkilska ätten) fue una dinastía real de Suecia cuyo origen se remonta a la era Vikinga, desde 1060 hasta 1125. Su nombre procede del primer monarca del clan familiar llamado Stenkil.
Según las sagas nórdicas, los primeros ancestros de la casa de Stenkil se remonta a caudillos y jarls que tuvieron cierta relevancia e influencia en la política e historia de Suecia:
- Skagul Toste, vikingo que participó en las incursiones a Inglaterra y percibió el danegeld. Padre de Sigrid la Altiva.
- Ulf Tostesson, hijo de Skagul Toste y hermano de Sigrid.
- Ragnvald Ulfsson, hijo de Ulf Tostesson, jarl de Västergötland u Östergötland, y casado con una hermana de Olaf Tryggvason,[2] y se le imputa la paternidad de Stenkil.[3]

En el trono de Suecia o Västergötland:
- 1060–1066 : Stenkil
- 1066–1067 : Erico VII Stenkilsson, la teoría de que sea hijo de Stenkil es pura conjetura pues Adán de Bremen solo menciona brevemente que le sucedió casi de inmediato y entró en guerra con Erico el Pagano.
- 1067–1070 : Halsten Stenkilsson (Halsten), hijo de Stenkil
- 1079–1084 : Inge el Viejo (Inge den äldre), hijo de Stenkil
- 1084–1087 : Blot-Sven, posiblemente cuñado de Inge el Viejo.
- 1087–1110 : Inge el Viejo (Inge den äldre), restaurado en el trono
- 1110–1118 : Felipe Halstensson, sin descendencia directa conocida
- 1110–1125 : Inge el Joven (Inge den yngre), sin descendencia directa conocida

Posibles vinculaciones:
- c. 1125 – c 1130 Magnus I Nilsson (según las publicaciones de la corte real de Suecia, le incluyen como miembro de la dinastía Strenkil, la madre de Magnus era hija de Inge el Viejo).
- c. 1150 – 1160 Erico el Santo, según las sagas nórdicas su madre era nieta de Inge el Viejo. Casó con Cristina Bjørnsdatter y ambos fueron precursores de otra dinastía real, la Casa de Erik.
- c. 1155 – 1167 Carlos VII Sverkersson, su madre era viuda de Inge el Joven. Casó con Kirsten Stigsdatter, quien según las sagas nórdicas era bisnieta de Inge el Joven. Este matrimonio propició el nacimiento de otra dinastía real, la Casa de Sverker.
- 1160–61 Magnus II Henriksen, según las publicaciones de la corte real de Suecia, también le incluyen como miembro de la dinastía Strenkil; algunas fuentes le citan como el último representante de la dinastía aunque sigue el debate por ciertas dudas en la genealogía. Magnus era hijo de Ragvald, a su vez hijo de Inge el Viejo.